# (34559) 2000 SN272
2000 SN272 (asteroide 34559) é um asteroide da cintura principal. Possui uma excentricidade de 0.03426500 e uma inclinação de 2.94853º.
Este asteroide foi descoberto no dia 28 de setembro de 2000 por LINEAR em Socorro.